# Fredede fortidsminder i Ishøj Kommune
Denne liste over fredede fortidsminder i Ishøj Kommune viser alle fredede fortidsminder i Ishøj Kommune. Listen bygger på data fra Kulturarvsstyrelsen.
| Stednavn   | Type                | Datering                      | Seværdighed (Verdensarv, National, Lokal, Nej) | ID (Link til Kulturarv.dk) | Koordinater                                   | Billede     | Bemærkning |
| ---------- | ------------------- | ----------------------------- | ---------------------------------------------- | -------------------------- | --------------------------------------------- | ----------- | ---------- |
| Benzonsdal | Rundhøj             | Oldtid (ca. -250000 til 1066) | Nej                                            | 95899                      | 55°37′24″N 12°15′30″Ø / 55.62326°N 12.25843°Ø | Upload foto |            |
| Thorslunde | Rundhøj             | Oldtid (ca. -250000 til 1066) | Nej                                            | 95895                      | 55°37′44″N 12°16′29″Ø / 55.62892°N 12.27486°Ø | Upload foto |            |
| Thorslunde | Lystanlæg           | Nyere tid (ca. 1661 til 2009) | Nej                                            | 95895                      | 55°37′44″N 12°16′29″Ø / 55.62892°N 12.27486°Ø | Upload foto |            |
| Tranegilde | Vildtbaneafmærkning | Nyere tid (ca. 1750 til 1799) | Nej                                            | 95722                      | 55°37′36″N 12°19′48″Ø / 55.62680°N 12.32993°Ø | Upload foto |            |